# Wiktor Zołotow
Wiktor Wasiljewicz Zołotow (ros. Виктор Васильевич Золотов; ur. 27 stycznia 1954 w Sasowie) – rosyjski generał, obecny dowódca Federalnej Służby Wojsk Gwardii Narodowej Rosji (tzw. Rosgwardii), członek Rady Bezpieczeństwa Federacji Rosyjskiej.

## Życiorys
Zołotow urodził się w Sasowie w obwodzie riazańskim w robotniczej rodzinie, pracował jako hutnik. W latach 90. zatrudnił się jako ochroniarz ówczesnego mera Petersburga Anatolija Sobczaka. Poznał wtedy Władimira Putina, pełniącego wtedy rolę wicemera. Został jego partnerem sparingowym podczas treningów boksu i judo, ponadto kiedy tylko Putin pojawiał się publicznie, można było zauważyć Zołotowa idącego zaraz za nim.
Służył on także w prywatnej firmie ochroniarskiej Romana Cepowa Baltik-Eskort, zanim ten został otruty nieznaną substancją promieniotwórczą. Firma ta powstała w 1992 roku dzięki radom Zołotowa, który, według słów Jurija Fielsztinskiego i Władimira Pribyłowskiego, miał ją nadzorować także później jako członek tajnych służb. Pracownicy Baltik-Eskort zapewniali ochronę wysokim urzędnikom w Petersburgu, z merem Sobczakiem i jego rodziną oraz Putinem na czele. Brali też udział w zbieraniu haraczy i tzw. czarnych pieniędzy (ros. черный нал) na cele Putina.
Od 2000 do 2013 roku pełnił on funkcję szefa ochrony premiera, a później prezydenta Władimira Putina, dowodząc oficerami służb bezpieczeństwa zwanymi w Rosji facetami w czerni, ze względu na noszone przez nich okulary przeciwsłoneczne oraz czarne garnitury. Używali oni bardzo różnych rodzajów broni, wliczając w to przenośne wyrzutnie rakiet. Od 5 kwietnia 2016 roku został mianowany dowódcą Rosgwardii i zwolniono go z poprzednio pełnionych obowiązków, ponadto prezydenckim dekretem został powołany na członka Rady Bezpieczeństwa Federacji Rosyjskiej.
W kwietniu 2018 roku wraz z 23 innymi oficjelami został objęty sankcjami przez Stany Zjednoczone, a w sierpniu został objęty śledztwem rosyjskiej Fundacji Antykorupcyjnej (ros. Фонд борьбы с коррупцией). Według Aleksieja Nawalnego Zołotow ukradł przynajmniej 29 milionów dolarów z kontraktów na zamówienia dla rosyjskiej Gwardii Narodowej. Niedługo po tym stwierdzeniu Nawalny został aresztowany, oficjalnie za organizację protestów ze stycznia 2018 roku, a 11 września Zołotow opublikował nagranie, w którym wyzywa Nawalnego na pojedynek mówiąc, że zrobi z niego dobrą, soczystą mielonkę.
2 marca 2021 roku Rada Unii Europejskiej nałożyła na Zołotowa zestaw sankcji, uzasadniając tę decyzję jego odpowiedzialnością za poważne naruszenia praw człowieka w Rosji, wliczając w to arbitralne aresztowania, zatrzymania, systematyczne naruszanie wolności pokojowych zgromadzeń i zrzeszania się, w szczególności poprzez brutalne tłumienie protestów i demonstracji. Miało to związek z tłumieniem demonstracji zorganizowanych przez Nawalnego na początku 2021 roku.